# Ржевский, Иван Степанович
Ива́н Степа́нович Рже́вский (убит 22 июля 1611) — дворянин из рода Ржевских, посол в Дании.

## Биография
Когда в 1601 году у царя Бориса Годунова наладились отношения с Данией, он отправил известить Датского короля Кристиана IV о своём воцарении. Это поручение было возложено на шацкого наместника Ивана Степановича Ржевского. Кроме того, предстояло предложить Швеции заключить союз с Русским царством, хлопотать о точном определении границ между Лапландией и Россией, и о беспрепятственном пропуске норвежцами английских кораблей в Архангельск. Ржевский должен был ехать через Ивангород, взять в Нарве корабль и отправиться морем в Данию. Но в Ивангороде произошли некоторые осложнения, вероятно, из-за разногласий между Швецией и Данией. Тогда царь Борис Годунов велел Ржевскому ехать в Архангельск, а оттуда на английском корабле в Данию.
В 1602 году, во время голода, в Новгород были отправлены с деньгами и хлебом для бедных Ржевский и дьяк Нечай Фёдоров.
Был убит 22 июля (1 августа) 1611 года казаками при защите Прокопия Ляпунова. Считается, что он был похоронен в Троице-Сергиевой лавре рядом с могилой Прокопия Петровича Ляпунова. По другим сведениям был погребён в Ильинской церкви на Воронцовом поле. Имеется вероятность, что Иван Ржевский был захоронен в одной могиле с Прокопием Ляпунновым, так как на надгробном камне имелась надпись: "Прокопий Ляпунов да Иван Ржевский убиты 119 (1611) года июля в 22 день".